# Сцены из жизни святого Зиновия
«Сцены из жизни святого Зиновия» — серия поздних работ Сандро Боттичелли на темы из жизни святого Зиновия, подвизавшегося во Флоренции в начале IV века. Все картины разделены на несколько частей и читаются слева направо:
| Иллюстрация | Размер        | Сюжет | Музей                            |
| ----------- | ------------- | --- | -------------------------------- |
|             | 66,5×149,5 см | В первой картине показано то, как Святой Зиновий отказывается жениться на девушке, навязываемой ему родителями; затем крещение Зиновия; потом крещение его матери Софии; и наконец, посвящение Зиновия в сан флорентийского епископа. Первое полотно было написано ок. 1500 или 1501 года. | Лондонская Национальная Галерея  |
|             | 65×139,5 см   | Вторая картина имеет название «Три чуда» и повествует зрителю вот о чём: - Зиновий исцеляет двух бесноватых. - По центру картины расположен эпизод воскрешения сына богатой дамы. - Третьим чудом является исцеление Зиновием слепого.                                                     | Лондонская Национальная галерея  |
|             | 67,3×150,5 см | Третья картина: Зиновий воскрешает молодого человека; исцеляет упавшего с лошади; воскрешает дьякона Евгения и благословляет его на совершение чуда. | Метрополитен-музей, Нью-Йорк     |
|             | 66×182 см     | Завершающая цикл картина: Зиновий воскрешает попавшего под колёса повозки мальчика, отдаёт его матери. В углу полотна изображена смерть самого святого. | Галерея старых мастеров, Дрезден |